# ريناتو ريتشي
ريناتو ريتشي (بالإيطالية: Renato Ricci)‏ (7 يناير 1991 في إيطاليا - ) هو لاعب كرة قدم إيطالي في مركز الظهير. لعب مع نادي أفيلينو وASD Real Agro Aversa ‏ وCampobasso FC ‏.

## وصلات خارجية
- ريناتو ريتشي على موقع قاعدة بيانات كرة القدم.إي يو (الإنجليزية)